# Abhinav Manota
Abhinav Manota (* 7. April 1992 in Jalandhar) ist ein neuseeländischer Badmintonspieler.

## Karriere
Manota wurde als Sohn des indischen Badmintonspielers Lovleen Kumar geboren, durch den er früh begann Badminton zu spielen. Erste Erfolge feierte er 2012, als er die Meisterschaften des Bundesstaats Punjab gewann. Nachdem er bei einigen Turnieren hinter seinen Erwartungen zurückblieb, wanderte er nach Neuseeland aus, um zu studieren, spielte aber weiterhin Badminton. 2016 zog Manota an der Seite von Justine Villegas im Gemischten Doppel ins Endspiel der Waikato International ein. Im folgenden Jahr wurde er bei der Neuseeländischen Meisterschaft im Herreneinzel und Mixed nationaler Meister. Bei den North Harbour International erreichte Manota 2018 ein weiteres Finale bei einem Turnier der Badminton World Federation, konnte im gleichen Jahr bei den Ozeanienmeisterschaften triumphieren und mit der Nationalmannschaft Silber gewinnen. Auch bei den nationalen Meisterschaften erspielte er einen weiteren Titel. 2019 wurde Manota im Herrendoppel mit Oliver Leydon-Davis bei drei internationalen Wettbewerben Zweiter und zog auch im Herreneinzel ins Endspiel der Bulgaria Open ein. Bei der Kontinentalmeisterschaft gewann Manota die Bronzemedaille und wurde mit dem neuseeländischen Team Vizemeister, während er im Herreneinzel zum dritten Mal in Folge bei der Neuseeländischen Meisterschaft siegte. Im folgenden Jahr triumphierte er im Herreneinzel und im Herrendoppel mit Leydon-Davis sowohl bei der nationalen Meisterschaft, als auch bei den Ozeanienmeisterschaften und wurde mit der Herrenmannschaft Zweiter. 2021 feierte der gebürtige Inder zwei weitere Titel bei der Neuseeländischen Meisterschaft. Obwohl Manota durch seine Leistungen den ozeanischen Quotenplatz für die Olympischen Sommerspiele 2020 in Tokio belegte, entschied das New Zealand Olympic Committee ihn nicht zu nominieren und sein Einspruch vor dem nationalen Sportgericht blieb erfolglos. Im nächsten Jahr verteidigte er mit seinem neuen Doppelpartner Jack Wang den Titel bei den Kontinentalmeisterschaften.

## Sportliche Erfolge
| Jahr | Veranstaltung                    | Platz | Disziplin    | Spielpartner        |
| ---- | -------------------------------- | ----- | ------------ | ------------------- |
| 2016 | Waikato International 2016       | 2.    | Mixed        | Justine Villegas    |
| 2018 | North Harbour International 2018 | 2.    | Herreneinzel |                     |
| 2018 | Ozeanienmeisterschaft 2018       | 1.    | Herreneinzel |                     |
| 2018 | Ozeanienmeisterschaft 2018       | 2.    | Mannschaft   | Neuseeland          |
| 2019 | Bulgaria Open 2019               | 2.    | Herrendoppel | Oliver Leydon-Davis |
| 2019 | Bulgaria Open 2019               | 2.    | Herreneinzel |                     |
| 2019 | Greece Open 2019                 | 2.    | Herrendoppel | Oliver Leydon-Davis |
| 2019 | Dutch International 2019         | 2.    | Herrendoppel | Oliver Leydon-Davis |
| 2019 | Ozeanienmeisterschaft 2019       | 3.    | Herreneinzel |                     |
| 2019 | Ozeanienmeisterschaft 2019       | 2.    | Mannschaft   | Neuseeland          |
| 2020 | Ozeanienmeisterschaft 2020       | 1.    | Herrendoppel | Oliver Leydon-Davis |
| 2020 | Ozeanienmeisterschaft 2020       | 1.    | Herreneinzel |                     |
| 2020 | Ozeanienmeisterschaft 2020       | 2.    | Mannschaft   | Neuseeland          |
| 2022 | Ozeanienmeisterschaft 2022       | 1.    | Herrendoppel | Jack Wang           |

| Jahr | Veranstaltung                      | Platz | Disziplin    | Spielpartner        |
| ---- | ---------------------------------- | ----- | ------------ | ------------------- |
| 2017 | Neuseeländische Meisterschaft 2017 | 2.    | Herrendoppel | Dylan Soedjasa      |
| 2017 | Neuseeländische Meisterschaft 2017 | 1.    | Mixed        | Justine Villegas    |
| 2017 | Neuseeländische Meisterschaft 2017 | 1.    | Herreneinzel |                     |
| 2018 | Neuseeländische Meisterschaft 2018 | 2.    | Mixed        | Justine Villegas    |
| 2018 | Neuseeländische Meisterschaft 2018 | 1.    | Herreneinzel |                     |
| 2019 | Neuseeländische Meisterschaft 2019 | 1.    | Herreneinzel |                     |
| 2020 | Neuseeländische Meisterschaft 2020 | 1.    | Herrendoppel | Oliver Leydon-Davis |
| 2020 | Neuseeländische Meisterschaft 2020 | 1.    | Herreneinzel |                     |
| 2021 | Neuseeländische Meisterschaft 2021 | 1.    | Herrendoppel | Oliver Leydon-Davis |
| 2021 | Neuseeländische Meisterschaft 2021 | 1.    | Herreneinzel |                     |